# Касимов (малый противолодочный корабль)
«Касимов», до 2001 года «Комсомолец Армении», МПК-199  — малый противолодочный корабль проекта 1124М Черноморского флота России. Предназначен для поиска и уничтожения быстроходных подводных лодок на ближних подходах к ВМБ, рейдам и пунктам рассредоточения.

## Постройка
Заложен 20 февраля 1984 года на судостроительном заводе «Ленинская кузница» в городе Киев, под заводским номером 005.
Спущен на воду 7 декабря 1985 года. 18 декабря 1985 года кораблю было присвоено имя «Комсомолец Армении», которое он носил до 15 февраля 1992 года. После ходовых испытаний, корабль вступил в строй 7 октября 1986 года. 19 октября 1986 года на корабле поднят Военно-Морской флаг СССР. Корабль введен в состав ЧФ ВМФ СССР.

## Служба

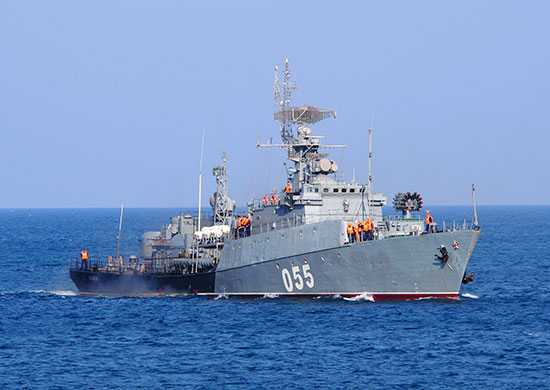
МПК «Касимов» на учениях

В период с 1991 по 1996 годы корабль неоднократно принимал участие в испытаниях новых образцов вооружения и военной техники. Базировался на Феодосийскую военно-морскую базу на территории АР Крым.
27 июля 1997 года на корабле сменили Военно-морской флаг СССР на Андреевский флаг. Находится в составе 181 дивизиона противолодочных кораблей, 184-й бригады охраны водного района Новороссийской военно-морской базы.
С 1998 года по 2001 год корабль участвовал в сбор-походах Черноморского флота. В 2001 году кораблю присвоено новое имя — «Касимов», также в этом году с МПК успешно выполнили пуск ракеты ЗРК «Оса-МА» по ракете-мишени.
Осенью 2006 года корабль успешно выполнил ракетную и артиллерийскую стрельбу.
С 24 апреля по 5 мая 2007 года МПК «Касимов», под командованием капитана 3-го ранга Д. А. Карпенко (старший на борту — командир 184 БрКОВР капитан 1-го ранга А. А. Заброда), представлял ВМФ России на международных учениях «Черноморское партнерство — 2007» и совершил заходы в турецкие порты Эрегли и Стамбул. Маневры проводились совместно с ВМС Турции, Румынии и Грузии. Были отработаны задачи по проводке отрядов кораблей за тралами при выходе из бухты, выполнены практические стрельбы по морским целям, по отражению атаки воздушного противника, проведена учебная операция по задержанию подозрительного судна с высадкой на борт досмотровой группы. Все выполненные мероприятия учений были спланированы в рамках общей тематики маневров — поддержание мира и стабильности в Черноморском бассейне, проведение миротворческой миссии по предотвращению терроризма, обеспечение безопасности судоходства, выполнение поисково-спасательных операций в море, оказание гуманитарной помощи в случае стихийных бедствий.
Корабль принимал участие в войне в Грузии, находясь в охранении отряда кораблей, под общим командованием командира Новороссийской ВМБ вице-адмирала С. И. Меняйло.
По состоянию на конец 2018 года находится на ремонте в ПД города Темрюк.

## Командиры корабля
- капитан 3-го ранга Бородин Евгений Олегович — первый командир
- капитан 3-го ранга Сафоненко Сергей Викторович
- капитан 3-го ранга Неуймин Лев Иванович
- капитан 3-го ранга Салюков Владимир Валентинович
- капитан 3-го ранга Скляров Андрей Васильевич
- капитан 3-го ранга Шиладзе Тимур Владимирович
- капитан 3-го ранга Некипелов Юрий Анатольевич
- капитан 3-го ранга Лукашенко Константин Иванович
- капитан 3-го ранга Карпенко Дмитрий Александрович
- капитан-лейтенант Дормидонтов Артур Анатольевич
- капитан 3-го ранга Литковец Максим Михайлович (с сентября 2012)
- капитан 3-го ранга Остапенко Анатолий Александрович
- капитан 3-го ранга Волков Александр Вячеславович
- капитан 3-го ранга Семенник Максим Евгеньевич
- капитан-лейтенант Старостин Станислав Алексеевич
- капитан 3-го ранга Кузнецов Дмитрий Сергеевич